# 麻布レオナ
麻布 レオナ（あざぶ れおな、1967年3月20日 - ）は、日本のAV女優。東京都出身。

## 略歴
2003年にAVデビュー。スペイン系クォーターであり、元外資系航空会社の国際線キャビンアテンダント。

## 作品

### アダルトビデオ
2003年
- 美熟女画報 麻布レオナ（12月15日、MOODYZ）

2004年
- 女教師レオナ（1月15日、MOODYZ）
- 女医レオナ（2月15日、MOODYZ）
- 義母 レオナ（3月15日、MOODYZ）
- W美熟女の部屋 麻布レオナ 赤坂ルナ（4月15日、MOODYZ）
- 男喰い熟女 〜おかみさん、俺たちもう我慢できないっス!〜（5月15日、マドンナ）
- 美熟女ソープ壺姫御殿（6月15日、マドンナ）
- 極限露出 〜美しき晒し者〜（7月15日、マドンナ）
- インテリ女講師 黒人乱交（8月15日、マドンナ）
- 美熟女ぶっかけ（9月15日、マドンナ）
- 奴隷秘書室 性欲処理課の女（10月15日、マドンナ）
- 〜美熟女レズ〜 秘め百合の館 2（11月15日、マドンナ）
- 美人妻緊縛調教（12月15日、マドンナ）

2005年
- 淫欲接吻母娘愛（10月4日、アウダースジャパン）
- 夫の目の前で犯されて- 人妻精神科医の破局（10月7日、アタッカーズ）
- 美熟女ソープ天国4（10月14日、アリスJAPAN）
- 親友の母（11月14日、グラフィティジャパン）

2007年
- 艶熟の宴（2月15日、センタービレッジ）

2009年
- 中出し美熟女（1月23日、メディアバンク）